# Осамис
Осамис — город на Филиппинах, административный центр провинции Западный Мисамис. Население — 140 334 чел. (по оценке 2020 года).

## География

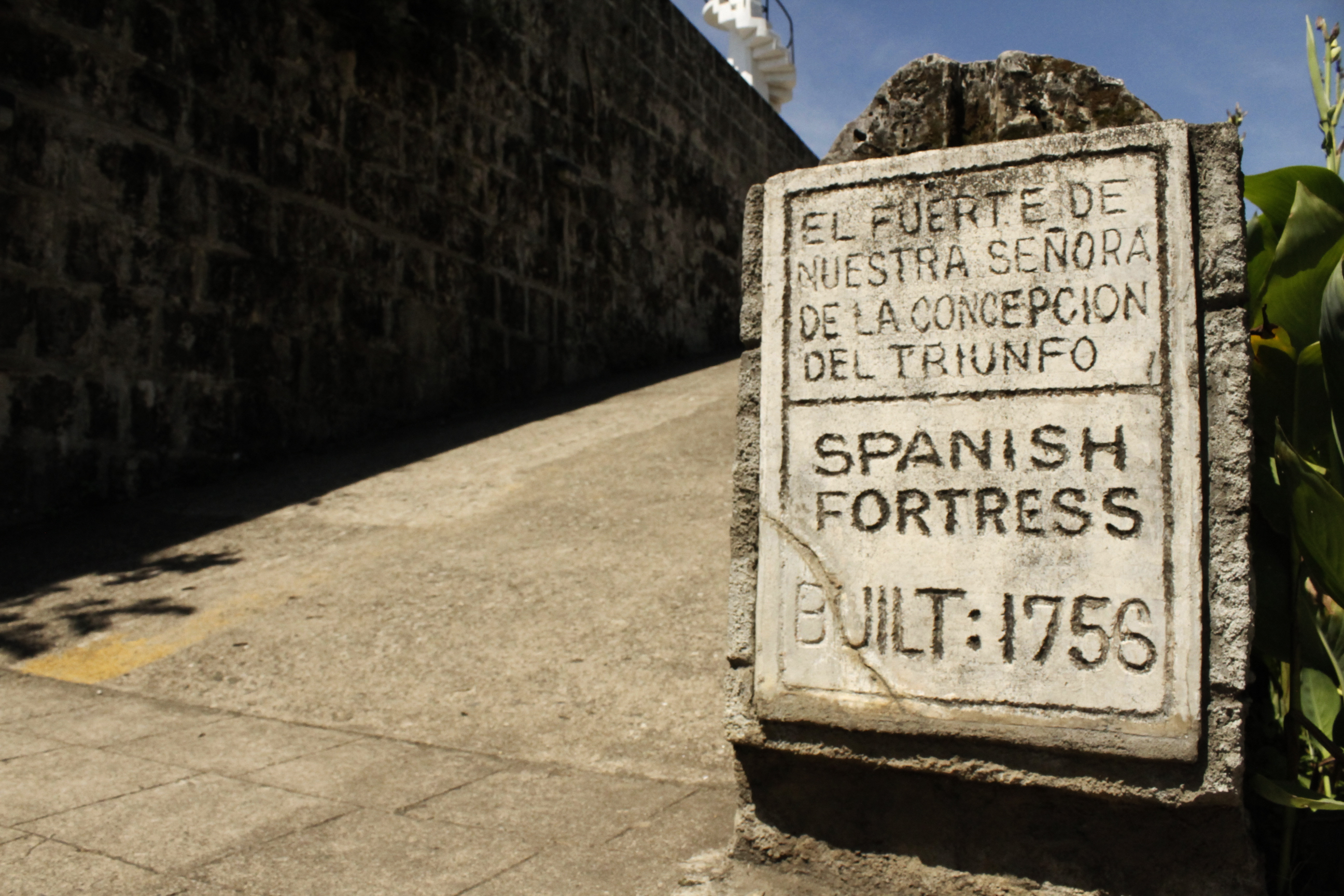
Fuerte de la Concepcion del Triunfo marker

Озамиз расположен на восточном побережье Западный Мисамис. Он находится недалеко от провинций Южная Замбоанга и Северная Замбоанга на западе, а Северный Ланао находится через залив Пангиль.
Он граничит с Тангуб на юге и Кларин на севере. Озамиз находится в 52 км (32 милях) от Мария Кристина Фоллс, основного источника гидроэлектроэнергии на Минданао.

## История

### Колониальный период

#### Испанский период
Город Озамис вырос из старого испанского города под названием Мисамис — название, как полагают, произошло от Субанон слова kuyamis, разновидности кокоса. Однако другие непроверенные исторические источники предполагают, что название Мисамис произошло от испанского слова «Миса» (католическая месса).
Старый испанский город разросся из-за близлежащего испанского гарнизона, размещенного в каменном форте под названием Фуэрте-де-ла-Консепсьон-и-дель-Триумфо]. Форт был построен в 1756 году в попытке бороться с пиратской деятельностью, происходящей из близлежащего района Ланао. В 1850 году город Мисамис стал столицей округа Мисамис, пока в 1870-х годах столица не была перенесена в Кагаян-де-Оро.

#### Американский период и Вторая мировая война
Во время американская оккупация территория была сокращена, когда генерал-губернатор [Фрэнсис Бертон Харрисон] издал указ № 61, серия 1920 года; баррио, которые когда-то были частью бывшего муниципалитета Локулан, были отделены и организованы в новые муниципалитеты Кларин и Тудела.
В октябре 1942 года Венделл Фертиг создал командный штаб растущего партизанского сопротивления японской оккупации Минданао в испанском форте в городе. Его штаб был оставлен 26 июня 1943 года из-за крупного японского нападения. До конца войны японцы занимали этот форт. Во время японской оккупации Мисамиса во Вторая мировая война форт был занят контингентом японцев, которые рыли окопы около стен или под ними. Этот подрыв стен позже привел к разрушению юго-западного бастиона во время землетрясения 1955 года.

### Современный период
После войны Мисамис стал городом, получившим статус устава в соответствии с Законом Республики 321 от 16 июля 1948 года. Он также переименовал Мисамис в Осамис, в честь героя Хосе Осамис, который был родом из провинции Мисамис Оксиденталь и который одно время также был ее первым губернатором и представителем в Конгрессе Одинокого округа Мисамис Оксиденталь, делегатом Конституционного съезда 1935 года, который привел к созданию Конституции 1935 года для правительства Филиппинского Содружества. В 1941 году Хосе Осамис был избран в Сенат Филиппин.
25 февраля 2000 года три автобуса Супер Пять Транспорт на борту парома M/V Our Lady of Mediatrix взорвался во время следования парома из Коламбуган в Порт Озамис. Причиной взрыва стало использование больших зажигательных бомб, в результате чего погибло 44 человека и более 100 пассажиров получили ранения.
30 июля 2017 года Группа уголовного расследования и обнаружения и полиция города Озамис провели обыск в доме действующего мэра Рейнальдо Парохинога-старшего, где предположительно хранилось оружие, в результате чего погибли 16 человек, включая мэра Парохинога, его жену Сьюзан и двух его братьев и сестер. Рейд также закончился арестом детей мэра, действующего вице-мэра Новы Принцессы Парохинога-Эчавес и Рейнальдо Парохинога-младшего. Этот инцидент был частью кампании Войны с наркотиками во время правления президента Родриго Дутерте.